# Obroatis rivularis
Obroatis rivularis là một loài bướm đêm trong họ Erebidae.